# Mesochernes gracilis
Mesochernes gracilis är en spindeldjursart som beskrevs av Beier 1932. Mesochernes gracilis ingår i släktet Mesochernes och familjen blindklokrypare. Inga underarter finns listade i Catalogue of Life.